# Aragóniai Johanna ardorei báróné
Aragóniai Johanna (1379/80 – 1410 után), olaszul: Giovanna d'Aragona, spanyolul: Juana de Aragón, katalánul: Joana d'Aragó, máltaiul: Ġovanna ta' Sqallija, máltai és gozzói grófnő, házassága révén  ardorei és castiglionei bárónő. A Barcelonai-ház szicíliai ágának a királyi főágából származott. I. Mária szicíliai királynő unokahúga.

## Élete
Édesapja Aragóniai Vilmos máltai gróf, III. Frigyes szicíliai királynak  ismeretlen ágyasával folytatott házasságon kívüli viszonyából származó fia.
Édesanyja Aragóniai Beatrix máltai grófné, Aragóniai János, avolai báró lánya.
Johanna volt szülei egyetlen gyermeke. Johanna Gioeni Péter, Ardore és Castiglione 3. bárójához ment feleségül.

## Gyermekei
- Férjétől, Gioeni Pétertől, Ardore  és Castiglione 3. bárójától, 3 gyermek:
  - Consalvo, Castiglione 4. bárója, 4 fiú
  - János, felesége Gravinai Beatrix, 2 fiú
  - Margit, férje Branciforte Miklós, Mazzarino 6. bárója, 1 fiú